# غرانت شيبارد
غرانت شيبارد (6 ديسمبر 1972 - ) (بالإنجليزية: Grant Sheppard)‏ هو لاعب كريكت بريطاني.